# 직거래 무역
직결 무역이란 커피 콩이나 코코아 콩 등을 판매하는 농부들과 중개인들과 직접적인 관계를 쌓은 특정한 커피 가공업자와 초콜릿 가공업자들에 의한 위탁 형식을 뜻한다. 직결 무역의 표준이나,업자들의 윤리적 우선권과 업무에 대한 반사적인 특정한 무역 관례는 없다. 하지만,일반적으로 말해 직결 무역 창안자들은 이것이 하나의 상호 이익적이고 투명한 무역관계로 본다.옹호자들은 직결 무역을 '공정무역 인증'의 대안으로 정의한다. 까닭을 이미 알려진 '공정 무역'의 한계에서 찾으면 다음과 같다.
- 농부들에게 공정무역보다 더 높은 이윤 제공. [5]
- 고가를 정당화시킬 수 있는 지속 가능한 경제적 이유를 제공하는 품질 표준 구체화를 통한 고정 이윤 보장.[6]
- 규모나 조합 가입 여부와 관련없이 농부, 유통업자의 참여 가능.[7]
- 공정무역 인증에 관련된 요금, 수수료, 부가 비용에서 자유로움.[8]
- 사적 관계,  가격 협상, 정보 공유를 통한 추가적인 공급로에 대한 신뢰와 투명성 발생.[9]

직결 무역을 한다고 자신들 스스로 정의하는 초콜릿,커피 생산자들 사이에서 이러한 관행이 흔하지만 직결 무역의 정의나 통용되는 표준은 없다.  제 3 세계의 책임 결여는 직결 무역을 '명실상부한 정의, 계획에 대한 증거, 자체 생산으로 인한 일말의 투명성 감소에 대한 설명 없이 소비자들에게 전문용어를 퍼붓는 자들의 대형 마켓팅의 산물'로 인식한 전 지지자들을 포함한 비판자들에게 잦은 비판의 대상이 된다.

## 예
Intelligentsia Coffee & Tea, Stumptown Coffee Roasters, Counter Culture Coffee와 같은 커피 제조업자들과 Taza Chocolate 와 Askinosie Chocolate와 같은 초콜릿 제조업자들을 포함한 최초 직결 무역자들은 증가한 투명성을 통해 직결 무역의 와전된 인식이 반박되기를 고대하고 있다.상술한 초콜릿 제조업체 둘은 스페셜티 커피와 공예 초콜릿 산업을 위해 연례적인 투명성 보고서를 최초로 작성했다.이들과 직결무역의 진정성을 보장하기 위한 여타의 노력들이 성공할 지의 여부에 대한 논쟁은 여전히 지속 중이다.영국에서는 '농장 직산매' 현수막 아래 직결무역 판매를 시행한 'Ethical Addictions'라는 기업이 존재한다.